# جاك بيندكت
جاك بيندكت (بالإنجليزية: Jacques Benedict)‏ هو مهندس معماري أمريكي، ولد في 22 أبريل 1879 في شيكاغو في الولايات المتحدة، وتوفي في 1948 في دنفر في الولايات المتحدة.